# Phường 9, Quận 11
Phường 9 là một phường thuộc Quận 11, Thành phố Hồ Chí Minh, Việt Nam.
Phường 9 có diện tích 0,15 km², dân số năm 2021 là 8.250 người,  mật độ dân số đạt 55.000 người/km².